# Demansia simplex
Espèce
Synonymes
- Demansia olivacea simplex Storr, 1978

Demansia simplex est une espèce de serpents de la famille des Elapidae.

## Répartition
Cette espèce est endémique d'Australie-Occidentale. Elle se rencontre dans le comté de Wyndham-East Kimberley.

## Description
Demansia simplex mesure entre 180 et 460 mm dont entre 24 et 33 mm pour la queue. Sa teinte générale est gris foncé.

## Publication originale
- Storr, 1978 : Whip snakes (Demansia, Elapidae) of Western Australia. Records of the Western Australian Museum, vol. 6, no 3, p. 287-301 (texte intégral).